# Jowy Essed
Jowy Essed is een Surinaams ondernemer en politicus. Tijdens de verkiezingen van 2020 was hij kandidaat voor Amazone Partij Suriname (APS) op de lijst van de Partij voor Recht en Ontwikkeling (PRO), waar de APS mee samenwerkte.

## Biografie
Essed studeerde aan het Polytechnic College Suriname en deed van 2014 tot 2016 onderzoek naar geïntegreerde duurzame landbouw. In 2013 startte hij een eigen bedrijf in de landbouw.
In 2015 hielp hij met een groep ondernemers aan de doorstart van de Aquaculture Association Suriname. Medio 2018 maakte hij deel uit van het Actiecomité Alcoa die streed tegen de ontmanteling van het bauxietbedrijf Suralco, een dochteronderneming van Alcoa. Als compagnon in de houtonderneming Promansol begon hij in 2019 aan de exploitatie van het gemeenschapsbos in Negerkreek in Marowijne.
Hij was een van de eerste leden van de APS toen deze partij in 2015 nieuw leven ingeblazen werd door René Artist. Zijn partij nam tijdens de verkiezingen van 2020 deel aan de lijst van de Partij voor Recht en Ontwikkeling (PRO). Op deze lijst was hij met plaats 4 hoogst geplaatste kandidaat voor APS in Paramaribo. De partijcombinatie verwierf echter geen zetels.